# 東頸城郡

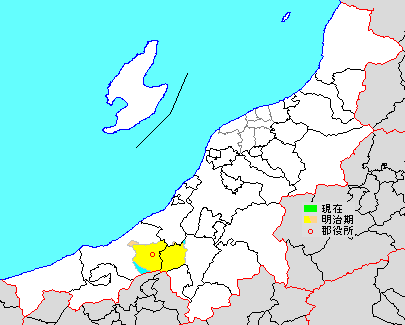
新潟県東頸城郡の範囲（水色：後に他郡から編入した区域 薄黄：後に他郡に編入された区域）

東頸城郡（東頚城郡、ひがしくびきぐん）は、新潟県にあった郡。

## 郡域
1879年（明治12年）に行政区画として発足した当時の郡域は、以下の区域にあたる。
- 上越市の一部
  - 安塚区
  - 浦川原区
  - 大島区
  - 牧区（宇津俣・上牧・府殿・下湯谷・倉下・原・上昆子・下昆子・東松ノ木・荒井を除く）[1]
  - 頸城区（石神・塔ケ崎）[2]
- 十日町市の一部（荒瀬および清水、苧島、中子、滝沢、片桐山、孟地、犬伏、海老、松代東山、松之山東山、松之山上鰕池、松之山東川以西）[3]
- 柏崎市の一部（高柳町田代）[4]

## 歴史

### 郡発足までの沿革
- 「旧高旧領取調帳」に記載されている明治初年時点での、頸城郡のうち後の本郡域の支配は以下の通り。○は寺社除地[5]が存在。（173村）

| 知行   | 知行                   | 村数  | 村名 |
| ------ | ---------------------- | ----- | --- |
| 幕府領 | 幕府領（出雲崎代官所） | 135村 | 木和田原新田、峠村、天水越村、湯本村、小谷村、新山村、水梨村、○浦田口村、光間村、○湯山村、天水島村、○藤倉村、東川村、中尾村、上鰕池村、下鰕池村、五十子平村、坪野村、赤倉村、海老村、三桶村、猪野名村、藤内名村、○橋詰村、坂下村、観音寺村、古戸村、沢口村、松口村、小屋丸村、大荒戸村、千年村、小荒戸村、太平村、菅刈村、田沢村、松山新田、孟地村、片桐山村、滝沢村、苧島村、中子村、桐山村、清水村、会沢村、蓬平村、田代村、仙納村、田野倉村、名平村、小池村、莇平村、儀明村、池尻村、○蒲生村、○松代村、○犬伏村、牛ヶ鼻村、仁上村、棚岡村、中野村、大島村、細野村、上達村、下達村、板山村、○田麦村、○小谷島村、○岡村、○大平村、二本木村、信濃坂村、高沢村、樽田村、円平坊村、真荻平村、下船倉村、行野村、上船倉村、○須川村、○菖蒲村、和田村、石橋村、芹田村、谷村、真光寺村、高谷村、切越村、牧野村、大原村、坊金村、下方村、本郷村、戸沢村、上方村、○横住村、○小黒村、○安塚村、上猪子田村、中猪子田村、下猪子田村、小蒲生田村、○虫川村、松崎村、袖山村、板尾村、釜淵村、○顕聖寺村、横川村、日向村、印内村、山印内新田、横川新田、大栃山村、上柿野村、下柿野村、東俣村、猿俣村、大蒲生田村、今熊村、山本村、桜島村、長走村、菱田村、熊沢村、○飯室村、飯室新田、○大印内新田、○杉坪村、○岩室村、○有島村、塔ヶ崎村、石神村、石神新田、石神古川新田 |
| 幕府領 | 幕府領（高田藩預地）   | 24村  | 高尾村、小川村、国川村、宮口村、田島村、○岩神村、桜滝村、棚広村、棚広新田、○平山村、切光村、今清水村、泉村、吉坪村、片町村、七森村、神谷村、大月村、川井沢村、樫谷村、池船村、法定寺村、平方村、坪山村 |
| 幕府領 | 幕府領（川浦代官所）   | 1村   | 東浦田村 |
| 藩領   | 越後高田藩             | 12村  | 西浦田村、南浦田新田、北浦田村、中立山新田、藤原新田、本山新田、福島村、黒倉村、○室野村、山口村、朴之木村、菅沼村 |
| その他 | 寺社領                 | 1村   | 六日町村 |

- 慶応4年7月27日（1868年9月13日） - 幕府領が柏崎県（第1次）の管轄となる。
- 明治元年11月5日（1868年12月18日） - 柏崎県を廃して新潟府に合併することが布達される（実行されず）。
- 明治初年 - 寺社領および高田藩領の一部（山口村・朴之木村・菅沼村）が柏崎県の管轄となる。
- 明治2年
  - 2月22日（1869年4月3日） - 再度柏崎県を廃止する布達が出され、越後府（第2次）に合併。
  - 8月25日（1869年9月30日） - 旧・柏崎県の管轄地が柏崎県（第2次）の管轄となる。
- 明治4年
  - 7月14日（1871年8月29日） - 廃藩置県により藩領が高田県の管轄となる。
  - 11月20日（1871年12月31日） - 第1次府県統合により全域が柏崎県の管轄となる。
- 明治6年（1873年）
  - 6月10日 - 全域が新潟県の管轄となる。
  - 東浦田村・西浦田村・南浦田新田・北浦田村・中立山新田・藤原新田・本山新田が合併して浦田村となる。（167村）

### 郡発足以降の沿革
- 明治12年（1879年）
  - 4月9日 - 郡区町村編制法の新潟県での施行により、頸城郡のうち167村に行政区画としての東頸城郡が発足。郡役所を安塚村に設置。
  - 刈羽郡嶺村の所属郡が本郡に変更。（168村）
- 明治15年（1882年） – 坂下村の一部（枝郷青苧平・原）より東山村が分立。（169村）
- 明治22年（1889年）4月1日 - 町村制の施行により以下の町村が発足。（33村）

- 安塚村 ← 安塚村、上方村、下方村、石橋村、牧野村、松崎村、板尾村、袖山村、本郷村、和田村（現：上越市）
- 中川村 ← 坊金村、細野村（現：上越市）
- 月影村 ← 横住村、真光寺村、谷村、法定寺村、熊沢村（現：上越市）
- 中保倉村 ← 中猪子田村、下猪子田村、小谷島村、上猪子田村、虫川村、小蒲生田村（現：上越市）
- 下保倉村 ← 有島村、釜淵村、顕聖寺村、菱田村、長走村、横川村、六日町村、日向村、上柿野村、下柿野村、大栃山村、東俣村、杉坪村、桜島村、岩室村（現：上越市）
- 末広村 ← 印内村、山印内新田、飯室村、石神村、石神新田、塔ヶ崎村、猿俣村、石神古川新田、大印内新田、飯室新田、横川新田、山本村、今熊村（現：上越市）
- 保倉村 ← 大平村、上達村、下達村、岡村（現：上越市）
- 旭村 ← 田麦村、板山村（現：上越市）
- 嶺村（単独村制、現・上越市）
- 北山村 ← 田代村（現：柏崎市）、仙納村、莇平村、小池村［枝郷6ヶ村］、田野倉村、儀明村（現：十日町市）
- 北平村 ← 蒲生村、小池村［本村］、名平村（現：十日町市）
- 松平村 ← 松代村、小荒戸村、太平村、菅刈村、田沢村、千年村、池尻村、松山新田、小屋丸村（現：十日町市）
- 峰方村 ← 会沢村、桐山村、蓬平村（現：十日町市）、清水村（現：十日町市、柏崎市）
- 伊沢村 ← 犬伏村、孟地村、片桐山村、滝沢村、中子村、苧島村、海老村、東山村［字青苧平］（現：十日町市）
- 松之山村 ← 浦田口村、湯山村、新山村、光間村、大荒戸村、松口村、沢口村、三桶村、猪野名村、藤内名村、橋詰村、坂下村、観音寺村、古戸村、小谷村、水梨村（現：十日町市）
- 松里村 ← 湯本村、天水島村、天水越村（現：十日町市）
- 布川村 ← 東川村、藤倉村、中尾村、上鰕池村、下鰕池村、坪野村、五十子平村、赤倉村、東山村［字原］（現：十日町市）
- 浦田村 ← 浦田村、黒倉村（現：十日町市）
- 奴奈川村 ← 室野村、福島村、峠村、木和田原新田（現：十日町市）
- 大島村 ← 大島村、棚岡村、中野村（現：上越市）
- 元保倉村 ← 菖蒲村、牛ヶ鼻村（現：上越市）
- 仁上村（単独村制、現・上越市）
- 船倉村 ← 上船倉村、下船倉村（現：上越市）
- 須川村（単独村制、現・上越市）
- 真荻平村 ← 真荻平村、信濃坂村（現：上越市）
- 豊坂村 ← 二本木村、高沢村、円平坊村、樽田村（現：上越市）
- 行野村（単独村制、現・上越市）
- 小切戸村 ← 小黒村、切越村、戸沢村、芹田村、大原村（現：上越市）
- 沼木村 ← 朴之木村、菅沼村（現：上越市）
- 川上村 ← 高谷村、切光村、今清水村、泉村（現：上越市）
- 里見村 ← 国川村、小川村、樫谷村、山口村、宮口村、岩神村、高尾村（現：上越市）
- 川辺村 ← 棚広村、棚広新田、桜滝村、田島村および中頸城郡宇津俣村、上牧村、府殿村、下湯谷村、倉下村、原村、上昆子村、下昆子村、松ノ木村、荒井村（現：上越市）
- 沖見村 ← 神谷村、大月村、川井沢村、池船村、七森村、吉坪村、片町村、平山村、平方村、坪山村（現：上越市）
- 大蒲生田村が中頸城郡明治村となる。

- 明治30年（1897年）
  - 1月1日 - 新潟県で郡制を施行。
  - 4月16日 - 北山村の一部（儀明）が北平村に編入。
  - 11月15日 - 末広村の一部（石神・石神新田・石神古川新田・塔ヶ崎）が中頸城郡明治村に編入。
- 明治34年（1901年）11月1日 - 下記の町村の統合が行われる。いずれも新設合併。（14村）

- 安塚村 ← 安塚村［和田を除く］、月影村、中保倉村、中川村
- 小黒村 ← 小切戸村、沼木村、行野村、安塚村［和田］
- 菱里村 ← 船倉村、豊坂村、真荻平村、須川村
- 下保倉村 ← 下保倉村、末広村
- 松代村 ← 峰方村、松平村、伊沢村
- 山平村 ← 北山村、北平村
- 松之山村 ← 松之山村、松里村、布川村
- 大島村 ← 大島村、仁上村、元保倉村
- 旭村 ← 旭村、嶺村
- 牧村 ← 里見村、川上村、川辺村

- 大正12年（1923年）3月31日 - 郡会が廃止。郡役所は存続。
- 大正15年（1926年）6月30日 - 郡役所が廃止。以降は地域区分名称となる。
- 昭和29年（1954年）
  - 3月31日 - 松代村・山平村が合併し、改めて松代村が発足。（13村）
  - 10月1日 - 松代村が町制施行して松代町となる。（1町12村）
  - 11月1日 - 牧村・沖見村が合併し、改めて牧村が発足。（1町11村）
- 昭和30年（1955年）
  - 3月31日（1町6村）
    - 松之山村・浦田村が合併し、改めて松之山村が発足。
    - 下保倉村および安塚村の一部（旧月影村・旧中保倉村[16]）が合併して浦川原村が発足。
    - 菱里村・小黒村および安塚村の残部（旧月影村・旧中保倉村[16]を除く）が合併し、改めて安塚村が発足。
    - 大島村・保倉村・旭村が合併し、改めて大島村が発足。

  - 8月1日 - 安塚村が町制施行して安塚町となる。（2町5村）
- 昭和33年（1958年）11月1日 - 松之山村が町制施行して松之山町となる。（3町4村）
- 昭和34年（1959年）1月1日 - 奴奈川村が松代町に編入。（3町3村）
- 昭和42年（1967年）4月1日 - 松代町が中魚沼郡川西町の一部（桐山）を編入。
- 昭和60年（1985年）4月1日 - 松代町の一部（田代）が刈羽郡高柳町に編入。
- 平成17年（2005年）
  - 1月1日 - 安塚町・浦川原村・大島村・牧村が上越市に編入。（2町）
  - 4月1日 - 松代町・松之山町が十日町市および中魚沼郡川西町・中里村と合併し、改めて十日町市が発足。同日東頸城郡消滅。

### 変遷表
| 明治以前          | 明治以前         | 明治初年 - 明治22年        | 明治初年 - 明治22年            | 明治22年 4月1日 町村制施行 | 明治22年 - 明治33年                    | 明治34年 - 大正15年      | 昭和元年 - 昭和30年    | 昭和元年 - 昭和30年         | 昭和元年 - 昭和30年         | 昭和31年 - 昭和40年                 | 昭和31年 - 昭和40年           | 昭和41年 - 昭和64年               | 平成元年 - 現在             | 現在     |
| ----------------- | ---------------- | -------------------------- | ------------------------------ | -------------------------- | -------------------------------------- | ------------------------ | ---------------------- | --------------------------- | --------------------------- | ----------------------------------- | ----------------------------- | --------------------------------- | --------------------------- | -------- |
| 上船倉村          | 上船倉村         | 上船倉村                   | 上船倉村                       | 船倉村                     | 船倉村                                 | 明治34年11月1日 菱里村   | 菱里村                 | 昭和30年3月31日 安塚村      | 昭和30年8月1日 町制 安塚町  | 安塚町                              | 安塚町                        | 安塚町                            | 平成17年1月1日 上越市に編入 | 上越市   |
| 下船倉村          | 下船倉村         | 下船倉村                   | 下船倉村                       | 船倉村                     | 船倉村                                 | 明治34年11月1日 菱里村   | 菱里村                 | 昭和30年3月31日 安塚村      | 昭和30年8月1日 町制 安塚町  | 安塚町                              | 安塚町                        | 安塚町                            | 平成17年1月1日 上越市に編入 | 上越市   |
| 二本木村          | 二本木村         | 二本木村                   | 二本木村                       | 豊坂村                     | 豊坂村                                 | 明治34年11月1日 菱里村   | 菱里村                 | 昭和30年3月31日 安塚村      | 昭和30年8月1日 町制 安塚町  | 安塚町                              | 安塚町                        | 安塚町                            | 平成17年1月1日 上越市に編入 | 上越市   |
| 高沢村            | 高沢村           | 高沢村                     | 高沢村                         | 豊坂村                     | 豊坂村                                 | 明治34年11月1日 菱里村   | 菱里村                 | 昭和30年3月31日 安塚村      | 昭和30年8月1日 町制 安塚町  | 安塚町                              | 安塚町                        | 安塚町                            | 平成17年1月1日 上越市に編入 | 上越市   |
| 円平坊村          | 円平坊村         | 円平坊村                   | 円平坊村                       | 豊坂村                     | 豊坂村                                 | 明治34年11月1日 菱里村   | 菱里村                 | 昭和30年3月31日 安塚村      | 昭和30年8月1日 町制 安塚町  | 安塚町                              | 安塚町                        | 安塚町                            | 平成17年1月1日 上越市に編入 | 上越市   |
| 樽田村            | 樽田村           | 樽田村                     | 樽田村                         | 豊坂村                     | 豊坂村                                 | 明治34年11月1日 菱里村   | 菱里村                 | 昭和30年3月31日 安塚村      | 昭和30年8月1日 町制 安塚町  | 安塚町                              | 安塚町                        | 安塚町                            | 平成17年1月1日 上越市に編入 | 上越市   |
| 真荻平村          | 真荻平村         | 真荻平村                   | 真荻平村                       | 真荻平村                   | 真荻平村                               | 明治34年11月1日 菱里村   | 菱里村                 | 昭和30年3月31日 安塚村      | 昭和30年8月1日 町制 安塚町  | 安塚町                              | 安塚町                        | 安塚町                            | 平成17年1月1日 上越市に編入 | 上越市   |
| 信濃坂村          | 信濃坂村         | 信濃坂村                   | 信濃坂村                       | 真荻平村                   | 真荻平村                               | 明治34年11月1日 菱里村   | 菱里村                 | 昭和30年3月31日 安塚村      | 昭和30年8月1日 町制 安塚町  | 安塚町                              | 安塚町                        | 安塚町                            | 平成17年1月1日 上越市に編入 | 上越市   |
| 須川村            | 須川村           | 須川村                     | 須川村                         | 須川村                     | 須川村                                 | 明治34年11月1日 菱里村   | 菱里村                 | 昭和30年3月31日 安塚村      | 昭和30年8月1日 町制 安塚町  | 安塚町                              | 安塚町                        | 安塚町                            | 平成17年1月1日 上越市に編入 | 上越市   |
| 小黒村            | 小黒村           | 小黒村                     | 小黒村                         | 小切戸村                   | 小切戸村                               | 明治34年11月1日 小黒村   | 小黒村                 | 昭和30年3月31日 安塚村      | 昭和30年8月1日 町制 安塚町  | 安塚町                              | 安塚町                        | 安塚町                            | 平成17年1月1日 上越市に編入 | 上越市   |
| 切越村            | 切越村           | 切越村                     | 切越村                         | 小切戸村                   | 小切戸村                               | 明治34年11月1日 小黒村   | 小黒村                 | 昭和30年3月31日 安塚村      | 昭和30年8月1日 町制 安塚町  | 安塚町                              | 安塚町                        | 安塚町                            | 平成17年1月1日 上越市に編入 | 上越市   |
| 戸沢村            | 戸沢村           | 戸沢村                     | 戸沢村                         | 小切戸村                   | 小切戸村                               | 明治34年11月1日 小黒村   | 小黒村                 | 昭和30年3月31日 安塚村      | 昭和30年8月1日 町制 安塚町  | 安塚町                              | 安塚町                        | 安塚町                            | 平成17年1月1日 上越市に編入 | 上越市   |
| 芹田村            | 芹田村           | 芹田村                     | 芹田村                         | 小切戸村                   | 小切戸村                               | 明治34年11月1日 小黒村   | 小黒村                 | 昭和30年3月31日 安塚村      | 昭和30年8月1日 町制 安塚町  | 安塚町                              | 安塚町                        | 安塚町                            | 平成17年1月1日 上越市に編入 | 上越市   |
| 大原村            | 大原村           | 大原村                     | 大原村                         | 小切戸村                   | 小切戸村                               | 明治34年11月1日 小黒村   | 小黒村                 | 昭和30年3月31日 安塚村      | 昭和30年8月1日 町制 安塚町  | 安塚町                              | 安塚町                        | 安塚町                            | 平成17年1月1日 上越市に編入 | 上越市   |
| 朴之木村          | 朴之木村         | 朴之木村                   | 朴之木村                       | 沼木村                     | 沼木村                                 | 明治34年11月1日 小黒村   | 小黒村                 | 昭和30年3月31日 安塚村      | 昭和30年8月1日 町制 安塚町  | 安塚町                              | 安塚町                        | 安塚町                            | 平成17年1月1日 上越市に編入 | 上越市   |
| 菅沼村            | 菅沼村           | 菅沼村                     | 菅沼村                         | 沼木村                     | 沼木村                                 | 明治34年11月1日 小黒村   | 小黒村                 | 昭和30年3月31日 安塚村      | 昭和30年8月1日 町制 安塚町  | 安塚町                              | 安塚町                        | 安塚町                            | 平成17年1月1日 上越市に編入 | 上越市   |
| 行野村            | 行野村           | 行野村                     | 行野村                         | 行野村                     | 行野村                                 | 明治34年11月1日 小黒村   | 小黒村                 | 昭和30年3月31日 安塚村      | 昭和30年8月1日 町制 安塚町  | 安塚町                              | 安塚町                        | 安塚町                            | 平成17年1月1日 上越市に編入 | 上越市   |
| 和田村            | 和田村           | 和田村                     | 和田村                         | 安塚村                     | 安塚村                                 | 明治34年11月1日 小黒村   | 小黒村                 | 昭和30年3月31日 安塚村      | 昭和30年8月1日 町制 安塚町  | 安塚町                              | 安塚町                        | 安塚町                            | 平成17年1月1日 上越市に編入 | 上越市   |
| 安塚村            | 安塚村           | 安塚村                     | 安塚村                         | 安塚村                     | 安塚村                                 | 明治34年11月1日 安塚村   | 安塚村                 | 昭和30年3月31日 安塚村      | 昭和30年8月1日 町制 安塚町  | 安塚町                              | 安塚町                        | 安塚町                            | 平成17年1月1日 上越市に編入 | 上越市   |
| 上方村            | 上方村           | 上方村                     | 上方村                         | 安塚村                     | 安塚村                                 | 明治34年11月1日 安塚村   | 安塚村                 | 昭和30年3月31日 安塚村      | 昭和30年8月1日 町制 安塚町  | 安塚町                              | 安塚町                        | 安塚町                            | 平成17年1月1日 上越市に編入 | 上越市   |
| 下方村            | 下方村           | 下方村                     | 下方村                         | 安塚村                     | 安塚村                                 | 明治34年11月1日 安塚村   | 安塚村                 | 昭和30年3月31日 安塚村      | 昭和30年8月1日 町制 安塚町  | 安塚町                              | 安塚町                        | 安塚町                            | 平成17年1月1日 上越市に編入 | 上越市   |
| 石橋村            | 石橋村           | 石橋村                     | 石橋村                         | 安塚村                     | 安塚村                                 | 明治34年11月1日 安塚村   | 安塚村                 | 昭和30年3月31日 安塚村      | 昭和30年8月1日 町制 安塚町  | 安塚町                              | 安塚町                        | 安塚町                            | 平成17年1月1日 上越市に編入 | 上越市   |
| 牧野村            | 牧野村           | 牧野村                     | 牧野村                         | 安塚村                     | 安塚村                                 | 明治34年11月1日 安塚村   | 安塚村                 | 昭和30年3月31日 安塚村      | 昭和30年8月1日 町制 安塚町  | 安塚町                              | 安塚町                        | 安塚町                            | 平成17年1月1日 上越市に編入 | 上越市   |
| 松崎村            | 松崎村           | 松崎村                     | 松崎村                         | 安塚村                     | 安塚村                                 | 明治34年11月1日 安塚村   | 安塚村                 | 昭和30年3月31日 安塚村      | 昭和30年8月1日 町制 安塚町  | 安塚町                              | 安塚町                        | 安塚町                            | 平成17年1月1日 上越市に編入 | 上越市   |
| 板尾村            | 板尾村           | 板尾村                     | 板尾村                         | 安塚村                     | 安塚村                                 | 明治34年11月1日 安塚村   | 安塚村                 | 昭和30年3月31日 安塚村      | 昭和30年8月1日 町制 安塚町  | 安塚町                              | 安塚町                        | 安塚町                            | 平成17年1月1日 上越市に編入 | 上越市   |
| 袖山村            | 袖山村           | 袖山村                     | 袖山村                         | 安塚村                     | 安塚村                                 | 明治34年11月1日 安塚村   | 安塚村                 | 昭和30年3月31日 安塚村      | 昭和30年8月1日 町制 安塚町  | 安塚町                              | 安塚町                        | 安塚町                            | 平成17年1月1日 上越市に編入 | 上越市   |
| 本郷村            | 本郷村           | 本郷村                     | 本郷村                         | 安塚村                     | 安塚村                                 | 明治34年11月1日 安塚村   | 安塚村                 | 昭和30年3月31日 安塚村      | 昭和30年8月1日 町制 安塚町  | 安塚町                              | 安塚町                        | 安塚町                            | 平成17年1月1日 上越市に編入 | 上越市   |
| 坊金村            | 坊金村           | 坊金村                     | 坊金村                         | 中川村                     | 中川村                                 | 明治34年11月1日 安塚村   | 安塚村                 | 昭和30年3月31日 安塚村      | 昭和30年8月1日 町制 安塚町  | 安塚町                              | 安塚町                        | 安塚町                            | 平成17年1月1日 上越市に編入 | 上越市   |
| 細野村            | 細野村           | 細野村                     | 細野村                         | 中川村                     | 中川村                                 | 明治34年11月1日 安塚村   | 安塚村                 | 昭和30年3月31日 安塚村      | 昭和30年8月1日 町制 安塚町  | 安塚町                              | 安塚町                        | 安塚町                            | 平成17年1月1日 上越市に編入 | 上越市   |
| 横住村            | 横住村           | 横住村                     | 横住村                         | 月影村                     | 月影村                                 | 明治34年11月1日 安塚村   | 安塚村                 | 昭和30年3月31日 浦川原村    | 昭和30年3月31日 浦川原村    | 浦川原村                            | 浦川原村                      | 浦川原村                          | 平成17年1月1日 上越市に編入 | 上越市   |
| 真光寺村          | 真光寺村         | 真光寺村                   | 真光寺村                       | 月影村                     | 月影村                                 | 明治34年11月1日 安塚村   | 安塚村                 | 昭和30年3月31日 浦川原村    | 昭和30年3月31日 浦川原村    | 浦川原村                            | 浦川原村                      | 浦川原村                          | 平成17年1月1日 上越市に編入 | 上越市   |
| 谷村              | 谷村             | 谷村                       | 谷村                           | 月影村                     | 月影村                                 | 明治34年11月1日 安塚村   | 安塚村                 | 昭和30年3月31日 浦川原村    | 昭和30年3月31日 浦川原村    | 浦川原村                            | 浦川原村                      | 浦川原村                          | 平成17年1月1日 上越市に編入 | 上越市   |
| 法定寺村          | 法定寺村         | 法定寺村                   | 法定寺村                       | 月影村                     | 月影村                                 | 明治34年11月1日 安塚村   | 安塚村                 | 昭和30年3月31日 浦川原村    | 昭和30年3月31日 浦川原村    | 浦川原村                            | 浦川原村                      | 浦川原村                          | 平成17年1月1日 上越市に編入 | 上越市   |
| 熊沢村            | 熊沢村           | 熊沢村                     | 熊沢村                         | 月影村                     | 月影村                                 | 明治34年11月1日 安塚村   | 安塚村                 | 昭和30年3月31日 浦川原村    | 昭和30年3月31日 浦川原村    | 浦川原村                            | 浦川原村                      | 浦川原村                          | 平成17年1月1日 上越市に編入 | 上越市   |
| 中猪子田村        | 中猪子田村       | 中猪子田村                 | 中猪子田村                     | 中保倉村                   | 中保倉村                               | 明治34年11月1日 安塚村   | 安塚村                 | 昭和30年3月31日 浦川原村    | 昭和30年3月31日 浦川原村    | 浦川原村                            | 浦川原村                      | 浦川原村                          | 平成17年1月1日 上越市に編入 | 上越市   |
| 下猪子田村        | 下猪子田村       | 下猪子田村                 | 下猪子田村                     | 中保倉村                   | 中保倉村                               | 明治34年11月1日 安塚村   | 安塚村                 | 昭和30年3月31日 浦川原村    | 昭和30年3月31日 浦川原村    | 浦川原村                            | 浦川原村                      | 浦川原村                          | 平成17年1月1日 上越市に編入 | 上越市   |
| 小谷島村          | 小谷島村         | 小谷島村                   | 小谷島村                       | 中保倉村                   | 中保倉村                               | 明治34年11月1日 安塚村   | 安塚村                 | 昭和30年3月31日 浦川原村    | 昭和30年3月31日 浦川原村    | 浦川原村                            | 浦川原村                      | 浦川原村                          | 平成17年1月1日 上越市に編入 | 上越市   |
| 上猪子田村        | 上猪子田村       | 上猪子田村                 | 上猪子田村                     | 中保倉村                   | 中保倉村                               | 明治34年11月1日 安塚村   | 安塚村                 | 昭和30年3月31日 浦川原村    | 昭和30年3月31日 浦川原村    | 浦川原村                            | 浦川原村                      | 浦川原村                          | 平成17年1月1日 上越市に編入 | 上越市   |
| 虫川村            | 虫川村           | 虫川村                     | 虫川村                         | 中保倉村                   | 中保倉村                               | 明治34年11月1日 安塚村   | 安塚村                 | 昭和30年3月31日 浦川原村    | 昭和30年3月31日 浦川原村    | 浦川原村                            | 浦川原村                      | 浦川原村                          | 平成17年1月1日 上越市に編入 | 上越市   |
| 小蒲生田村        | 小蒲生田村       | 小蒲生田村                 | 小蒲生田村                     | 中保倉村                   | 中保倉村                               | 明治34年11月1日 安塚村   | 安塚村                 | 昭和30年3月31日 浦川原村    | 昭和30年3月31日 浦川原村    | 浦川原村                            | 浦川原村                      | 浦川原村                          | 平成17年1月1日 上越市に編入 | 上越市   |
| 有島村            | 有島村           | 有島村                     | 有島村                         | 下保倉村                   | 下保倉村                               | 明治34年11月1日 下保倉村 | 下保倉村               | 昭和30年3月31日 浦川原村    | 昭和30年3月31日 浦川原村    | 浦川原村                            | 浦川原村                      | 浦川原村                          | 平成17年1月1日 上越市に編入 | 上越市   |
| 釜淵村            | 釜淵村           | 釜淵村                     | 釜淵村                         | 下保倉村                   | 下保倉村                               | 明治34年11月1日 下保倉村 | 下保倉村               | 昭和30年3月31日 浦川原村    | 昭和30年3月31日 浦川原村    | 浦川原村                            | 浦川原村                      | 浦川原村                          | 平成17年1月1日 上越市に編入 | 上越市   |
| 顕聖寺村          | 顕聖寺村         | 顕聖寺村                   | 顕聖寺村                       | 下保倉村                   | 下保倉村                               | 明治34年11月1日 下保倉村 | 下保倉村               | 昭和30年3月31日 浦川原村    | 昭和30年3月31日 浦川原村    | 浦川原村                            | 浦川原村                      | 浦川原村                          | 平成17年1月1日 上越市に編入 | 上越市   |
| 菱田村            | 菱田村           | 菱田村                     | 菱田村                         | 下保倉村                   | 下保倉村                               | 明治34年11月1日 下保倉村 | 下保倉村               | 昭和30年3月31日 浦川原村    | 昭和30年3月31日 浦川原村    | 浦川原村                            | 浦川原村                      | 浦川原村                          | 平成17年1月1日 上越市に編入 | 上越市   |
| 長走村            | 長走村           | 長走村                     | 長走村                         | 下保倉村                   | 下保倉村                               | 明治34年11月1日 下保倉村 | 下保倉村               | 昭和30年3月31日 浦川原村    | 昭和30年3月31日 浦川原村    | 浦川原村                            | 浦川原村                      | 浦川原村                          | 平成17年1月1日 上越市に編入 | 上越市   |
| 横川村            | 横川村           | 横川村                     | 横川村                         | 下保倉村                   | 下保倉村                               | 明治34年11月1日 下保倉村 | 下保倉村               | 昭和30年3月31日 浦川原村    | 昭和30年3月31日 浦川原村    | 浦川原村                            | 浦川原村                      | 浦川原村                          | 平成17年1月1日 上越市に編入 | 上越市   |
| 六日町村          | 六日町村         | 六日町村                   | 六日町村                       | 下保倉村                   | 下保倉村                               | 明治34年11月1日 下保倉村 | 下保倉村               | 昭和30年3月31日 浦川原村    | 昭和30年3月31日 浦川原村    | 浦川原村                            | 浦川原村                      | 浦川原村                          | 平成17年1月1日 上越市に編入 | 上越市   |
| 日向村            | 日向村           | 日向村                     | 日向村                         | 下保倉村                   | 下保倉村                               | 明治34年11月1日 下保倉村 | 下保倉村               | 昭和30年3月31日 浦川原村    | 昭和30年3月31日 浦川原村    | 浦川原村                            | 浦川原村                      | 浦川原村                          | 平成17年1月1日 上越市に編入 | 上越市   |
| 上柿野村          | 上柿野村         | 上柿野村                   | 上柿野村                       | 下保倉村                   | 下保倉村                               | 明治34年11月1日 下保倉村 | 下保倉村               | 昭和30年3月31日 浦川原村    | 昭和30年3月31日 浦川原村    | 浦川原村                            | 浦川原村                      | 浦川原村                          | 平成17年1月1日 上越市に編入 | 上越市   |
| 下柿野村          | 下柿野村         | 下柿野村                   | 下柿野村                       | 下保倉村                   | 下保倉村                               | 明治34年11月1日 下保倉村 | 下保倉村               | 昭和30年3月31日 浦川原村    | 昭和30年3月31日 浦川原村    | 浦川原村                            | 浦川原村                      | 浦川原村                          | 平成17年1月1日 上越市に編入 | 上越市   |
| 大栃山村          | 大栃山村         | 大栃山村                   | 大栃山村                       | 下保倉村                   | 下保倉村                               | 明治34年11月1日 下保倉村 | 下保倉村               | 昭和30年3月31日 浦川原村    | 昭和30年3月31日 浦川原村    | 浦川原村                            | 浦川原村                      | 浦川原村                          | 平成17年1月1日 上越市に編入 | 上越市   |
| 東俣村            | 東俣村           | 東俣村                     | 東俣村                         | 下保倉村                   | 下保倉村                               | 明治34年11月1日 下保倉村 | 下保倉村               | 昭和30年3月31日 浦川原村    | 昭和30年3月31日 浦川原村    | 浦川原村                            | 浦川原村                      | 浦川原村                          | 平成17年1月1日 上越市に編入 | 上越市   |
| 杉坪村            | 杉坪村           | 杉坪村                     | 杉坪村                         | 下保倉村                   | 下保倉村                               | 明治34年11月1日 下保倉村 | 下保倉村               | 昭和30年3月31日 浦川原村    | 昭和30年3月31日 浦川原村    | 浦川原村                            | 浦川原村                      | 浦川原村                          | 平成17年1月1日 上越市に編入 | 上越市   |
| 桜島村            | 桜島村           | 桜島村                     | 桜島村                         | 下保倉村                   | 下保倉村                               | 明治34年11月1日 下保倉村 | 下保倉村               | 昭和30年3月31日 浦川原村    | 昭和30年3月31日 浦川原村    | 浦川原村                            | 浦川原村                      | 浦川原村                          | 平成17年1月1日 上越市に編入 | 上越市   |
| 岩室村            | 岩室村           | 岩室村                     | 岩室村                         | 下保倉村                   | 下保倉村                               | 明治34年11月1日 下保倉村 | 下保倉村               | 昭和30年3月31日 浦川原村    | 昭和30年3月31日 浦川原村    | 浦川原村                            | 浦川原村                      | 浦川原村                          | 平成17年1月1日 上越市に編入 | 上越市   |
| 印内村            | 印内村           | 印内村                     | 印内村                         | 末広村                     | 末広村                                 | 明治34年11月1日 下保倉村 | 下保倉村               | 昭和30年3月31日 浦川原村    | 昭和30年3月31日 浦川原村    | 浦川原村                            | 浦川原村                      | 浦川原村                          | 平成17年1月1日 上越市に編入 | 上越市   |
| 山印内新田        | 山印内新田       | 山印内新田                 | 山印内新田                     | 末広村                     | 末広村                                 | 明治34年11月1日 下保倉村 | 下保倉村               | 昭和30年3月31日 浦川原村    | 昭和30年3月31日 浦川原村    | 浦川原村                            | 浦川原村                      | 浦川原村                          | 平成17年1月1日 上越市に編入 | 上越市   |
| 飯室村            | 飯室村           | 飯室村                     | 飯室村                         | 末広村                     | 末広村                                 | 明治34年11月1日 下保倉村 | 下保倉村               | 昭和30年3月31日 浦川原村    | 昭和30年3月31日 浦川原村    | 浦川原村                            | 浦川原村                      | 浦川原村                          | 平成17年1月1日 上越市に編入 | 上越市   |
| 猿俣村            | 猿俣村           | 猿俣村                     | 猿俣村                         | 末広村                     | 末広村                                 | 明治34年11月1日 下保倉村 | 下保倉村               | 昭和30年3月31日 浦川原村    | 昭和30年3月31日 浦川原村    | 浦川原村                            | 浦川原村                      | 浦川原村                          | 平成17年1月1日 上越市に編入 | 上越市   |
| 大印内新田        | 大印内新田       | 大印内新田                 | 大印内新田                     | 末広村                     | 末広村                                 | 明治34年11月1日 下保倉村 | 下保倉村               | 昭和30年3月31日 浦川原村    | 昭和30年3月31日 浦川原村    | 浦川原村                            | 浦川原村                      | 浦川原村                          | 平成17年1月1日 上越市に編入 | 上越市   |
| 飯室新田          | 飯室新田         | 飯室新田                   | 飯室新田                       | 末広村                     | 末広村                                 | 明治34年11月1日 下保倉村 | 下保倉村               | 昭和30年3月31日 浦川原村    | 昭和30年3月31日 浦川原村    | 浦川原村                            | 浦川原村                      | 浦川原村                          | 平成17年1月1日 上越市に編入 | 上越市   |
| 横川新田          | 横川新田         | 横川新田                   | 横川新田                       | 末広村                     | 末広村                                 | 明治34年11月1日 下保倉村 | 下保倉村               | 昭和30年3月31日 浦川原村    | 昭和30年3月31日 浦川原村    | 浦川原村                            | 浦川原村                      | 浦川原村                          | 平成17年1月1日 上越市に編入 | 上越市   |
| 山本村            | 山本村           | 山本村                     | 山本村                         | 末広村                     | 末広村                                 | 明治34年11月1日 下保倉村 | 下保倉村               | 昭和30年3月31日 浦川原村    | 昭和30年3月31日 浦川原村    | 浦川原村                            | 浦川原村                      | 浦川原村                          | 平成17年1月1日 上越市に編入 | 上越市   |
| 今熊村            | 今熊村           | 今熊村                     | 今熊村                         | 末広村                     | 末広村                                 | 明治34年11月1日 下保倉村 | 下保倉村               | 昭和30年3月31日 浦川原村    | 昭和30年3月31日 浦川原村    | 浦川原村                            | 浦川原村                      | 浦川原村                          | 平成17年1月1日 上越市に編入 | 上越市   |
| 平山村            | 一部             | 平山村                     | 平山村                         | 沖見村                     | 沖見村                                 | 沖見村                   | 沖見村                 | 昭和29年11月1日 牧村        | 昭和29年11月1日 牧村        | 牧村                                | 昭和36年4月1日 浦川原村に編入 | 浦川原村                          | 平成17年1月1日 上越市に編入 | 上越市   |
| 平山村            | 一部             | 平山村                     | 平山村                         | 沖見村                     | 沖見村                                 | 沖見村                   | 沖見村                 | 昭和29年11月1日 牧村        | 昭和29年11月1日 牧村        | 牧村                                | 牧村                          | 牧村                              | 平成17年1月1日 上越市に編入 | 上越市   |
| 大月村            | 大月村           | 大月村                     | 大月村                         | 沖見村                     | 沖見村                                 | 沖見村                   | 沖見村                 | 昭和29年11月1日 牧村        | 昭和29年11月1日 牧村        | 牧村                                | 牧村                          | 牧村                              | 平成17年1月1日 上越市に編入 | 上越市   |
| 川井沢村          | 川井沢村         | 川井沢村                   | 川井沢村                       | 沖見村                     | 沖見村                                 | 沖見村                   | 沖見村                 | 昭和29年11月1日 牧村        | 昭和29年11月1日 牧村        | 牧村                                | 牧村                          | 牧村                              | 平成17年1月1日 上越市に編入 | 上越市   |
| 池船村            | 池船村           | 池船村                     | 池船村                         | 沖見村                     | 沖見村                                 | 沖見村                   | 沖見村                 | 昭和29年11月1日 牧村        | 昭和29年11月1日 牧村        | 牧村                                | 牧村                          | 牧村                              | 平成17年1月1日 上越市に編入 | 上越市   |
| 七森村            | 七森村           | 七森村                     | 七森村                         | 沖見村                     | 沖見村                                 | 沖見村                   | 沖見村                 | 昭和29年11月1日 牧村        | 昭和29年11月1日 牧村        | 牧村                                | 牧村                          | 牧村                              | 平成17年1月1日 上越市に編入 | 上越市   |
| 吉坪村            | 吉坪村           | 吉坪村                     | 吉坪村                         | 沖見村                     | 沖見村                                 | 沖見村                   | 沖見村                 | 昭和29年11月1日 牧村        | 昭和29年11月1日 牧村        | 牧村                                | 牧村                          | 牧村                              | 平成17年1月1日 上越市に編入 | 上越市   |
| 片町村            | 片町村           | 片町村                     | 片町村                         | 沖見村                     | 沖見村                                 | 沖見村                   | 沖見村                 | 昭和29年11月1日 牧村        | 昭和29年11月1日 牧村        | 牧村                                | 牧村                          | 牧村                              | 平成17年1月1日 上越市に編入 | 上越市   |
| 平方村            | 平方村           | 平方村                     | 平方村                         | 沖見村                     | 沖見村                                 | 沖見村                   | 沖見村                 | 昭和29年11月1日 牧村        | 昭和29年11月1日 牧村        | 牧村                                | 牧村                          | 牧村                              | 平成17年1月1日 上越市に編入 | 上越市   |
| 坪山村            | 坪山村           | 坪山村                     | 坪山村                         | 沖見村                     | 沖見村                                 | 沖見村                   | 沖見村                 | 昭和29年11月1日 牧村        | 昭和29年11月1日 牧村        | 牧村                                | 牧村                          | 牧村                              | 平成17年1月1日 上越市に編入 | 上越市   |
| 神谷村            | 神谷村           | 神谷村                     | 神谷村                         | 沖見村                     | 沖見村                                 | 沖見村                   | 沖見村                 | 昭和29年11月1日 牧村        | 昭和29年11月1日 牧村        | 牧村                                | 牧村                          | 牧村                              | 平成17年1月1日 上越市に編入 | 上越市   |
| 国川村            | 国川村           | 国川村                     | 国川村                         | 里見村                     | 里見村                                 | 明治34年11月1日 牧村     | 牧村                   | 昭和29年11月1日 牧村        | 昭和29年11月1日 牧村        | 牧村                                | 牧村                          | 牧村                              | 平成17年1月1日 上越市に編入 | 上越市   |
| 小川村            | 小川村           | 小川村                     | 小川村                         | 里見村                     | 里見村                                 | 明治34年11月1日 牧村     | 牧村                   | 昭和29年11月1日 牧村        | 昭和29年11月1日 牧村        | 牧村                                | 牧村                          | 牧村                              | 平成17年1月1日 上越市に編入 | 上越市   |
| 樫谷村            | 樫谷村           | 樫谷村                     | 樫谷村                         | 里見村                     | 里見村                                 | 明治34年11月1日 牧村     | 牧村                   | 昭和29年11月1日 牧村        | 昭和29年11月1日 牧村        | 牧村                                | 牧村                          | 牧村                              | 平成17年1月1日 上越市に編入 | 上越市   |
| 山口村            | 山口村           | 山口村                     | 山口村                         | 里見村                     | 里見村                                 | 明治34年11月1日 牧村     | 牧村                   | 昭和29年11月1日 牧村        | 昭和29年11月1日 牧村        | 牧村                                | 牧村                          | 牧村                              | 平成17年1月1日 上越市に編入 | 上越市   |
| 宮口村            | 宮口村           | 宮口村                     | 宮口村                         | 里見村                     | 里見村                                 | 明治34年11月1日 牧村     | 牧村                   | 昭和29年11月1日 牧村        | 昭和29年11月1日 牧村        | 牧村                                | 牧村                          | 牧村                              | 平成17年1月1日 上越市に編入 | 上越市   |
| 岩神村            | 岩神村           | 岩神村                     | 岩神村                         | 里見村                     | 里見村                                 | 明治34年11月1日 牧村     | 牧村                   | 昭和29年11月1日 牧村        | 昭和29年11月1日 牧村        | 牧村                                | 牧村                          | 牧村                              | 平成17年1月1日 上越市に編入 | 上越市   |
| 高尾村            | 高尾村           | 高尾村                     | 高尾村                         | 里見村                     | 里見村                                 | 明治34年11月1日 牧村     | 牧村                   | 昭和29年11月1日 牧村        | 昭和29年11月1日 牧村        | 牧村                                | 牧村                          | 牧村                              | 平成17年1月1日 上越市に編入 | 上越市   |
| 高谷村            | 高谷村           | 高谷村                     | 高谷村                         | 川上村                     | 川上村                                 | 明治34年11月1日 牧村     | 牧村                   | 昭和29年11月1日 牧村        | 昭和29年11月1日 牧村        | 牧村                                | 牧村                          | 牧村                              | 平成17年1月1日 上越市に編入 | 上越市   |
| 切光村            | 切光村           | 切光村                     | 切光村                         | 川上村                     | 川上村                                 | 明治34年11月1日 牧村     | 牧村                   | 昭和29年11月1日 牧村        | 昭和29年11月1日 牧村        | 牧村                                | 牧村                          | 牧村                              | 平成17年1月1日 上越市に編入 | 上越市   |
| 今清水村          | 今清水村         | 今清水村                   | 今清水村                       | 川上村                     | 川上村                                 | 明治34年11月1日 牧村     | 牧村                   | 昭和29年11月1日 牧村        | 昭和29年11月1日 牧村        | 牧村                                | 牧村                          | 牧村                              | 平成17年1月1日 上越市に編入 | 上越市   |
| 泉村              | 泉村             | 泉村                       | 泉村                           | 川上村                     | 川上村                                 | 明治34年11月1日 牧村     | 牧村                   | 昭和29年11月1日 牧村        | 昭和29年11月1日 牧村        | 牧村                                | 牧村                          | 牧村                              | 平成17年1月1日 上越市に編入 | 上越市   |
| 棚広村            | 棚広村           | 棚広村                     | 棚広村                         | 川辺村                     | 川辺村                                 | 明治34年11月1日 牧村     | 牧村                   | 昭和29年11月1日 牧村        | 昭和29年11月1日 牧村        | 牧村                                | 牧村                          | 牧村                              | 平成17年1月1日 上越市に編入 | 上越市   |
| 棚広新田          | 棚広新田         | 棚広新田                   | 棚広新田                       | 川辺村                     | 川辺村                                 | 明治34年11月1日 牧村     | 牧村                   | 昭和29年11月1日 牧村        | 昭和29年11月1日 牧村        | 牧村                                | 牧村                          | 牧村                              | 平成17年1月1日 上越市に編入 | 上越市   |
| 桜滝村            | 桜滝村           | 桜滝村                     | 桜滝村                         | 川辺村                     | 川辺村                                 | 明治34年11月1日 牧村     | 牧村                   | 昭和29年11月1日 牧村        | 昭和29年11月1日 牧村        | 牧村                                | 牧村                          | 牧村                              | 平成17年1月1日 上越市に編入 | 上越市   |
| 田島村            | 田島村           | 田島村                     | 田島村                         | 川辺村                     | 川辺村                                 | 明治34年11月1日 牧村     | 牧村                   | 昭和29年11月1日 牧村        | 昭和29年11月1日 牧村        | 牧村                                | 牧村                          | 牧村                              | 平成17年1月1日 上越市に編入 | 上越市   |
| 中頸城郡 宇津俣村 |                  | 中頸城郡宇津俣村           | 中頸城郡宇津俣村               | 川辺村                     | 川辺村                                 | 明治34年11月1日 牧村     | 牧村                   | 昭和29年11月1日 牧村        | 昭和29年11月1日 牧村        | 牧村                                | 牧村                          | 牧村                              | 平成17年1月1日 上越市に編入 | 上越市   |
| 中頸城郡 宇津俣村 | （旧・牧口村）   | 明治初年 分立 中頸城郡牧村 | 明治12年 改称 中頸城郡上牧村   | 川辺村                     | 川辺村                                 | 明治34年11月1日 牧村     | 牧村                   | 昭和29年11月1日 牧村        | 昭和29年11月1日 牧村        | 牧村                                | 牧村                          | 牧村                              | 平成17年1月1日 上越市に編入 | 上越市   |
| 中頸城郡倉下村    | 中頸城郡倉下村   | 中頸城郡倉下村             | 中頸城郡倉下村                 | 川辺村                     | 川辺村                                 | 明治34年11月1日 牧村     | 牧村                   | 昭和29年11月1日 牧村        | 昭和29年11月1日 牧村        | 牧村                                | 牧村                          | 牧村                              | 平成17年1月1日 上越市に編入 | 上越市   |
| 中頸城郡府殿村    | 中頸城郡府殿村   | 中頸城郡府殿村             | 中頸城郡府殿村                 | 川辺村                     | 川辺村                                 | 明治34年11月1日 牧村     | 牧村                   | 昭和29年11月1日 牧村        | 昭和29年11月1日 牧村        | 牧村                                | 牧村                          | 牧村                              | 平成17年1月1日 上越市に編入 | 上越市   |
| 中頸城郡湯谷村    | 中頸城郡湯谷村   | 中頸城郡 湯谷村            | 明治12年 改称 中頸城郡下湯谷村 | 川辺村                     | 川辺村                                 | 明治34年11月1日 牧村     | 牧村                   | 昭和29年11月1日 牧村        | 昭和29年11月1日 牧村        | 牧村                                | 牧村                          | 牧村                              | 平成17年1月1日 上越市に編入 | 上越市   |
| 中頸城郡原村      | 中頸城郡原村     | 中頸城郡原村               | 中頸城郡原村                   | 川辺村                     | 川辺村                                 | 明治34年11月1日 牧村     | 牧村                   | 昭和29年11月1日 牧村        | 昭和29年11月1日 牧村        | 牧村                                | 牧村                          | 牧村                              | 平成17年1月1日 上越市に編入 | 上越市   |
| 中頸城郡上昆子村  | 中頸城郡上昆子村 | 中頸城郡上昆子村           | 中頸城郡上昆子村               | 川辺村                     | 川辺村                                 | 明治34年11月1日 牧村     | 牧村                   | 昭和29年11月1日 牧村        | 昭和29年11月1日 牧村        | 牧村                                | 牧村                          | 牧村                              | 平成17年1月1日 上越市に編入 | 上越市   |
| 中頸城郡下昆子村  | 中頸城郡下昆子村 | 中頸城郡下昆子村           | 中頸城郡下昆子村               | 川辺村                     | 川辺村                                 | 明治34年11月1日 牧村     | 牧村                   | 昭和29年11月1日 牧村        | 昭和29年11月1日 牧村        | 牧村                                | 牧村                          | 牧村                              | 平成17年1月1日 上越市に編入 | 上越市   |
| 中頸城郡松ノ木村  | 中頸城郡松ノ木村 | 中頸城郡松ノ木村           | 中頸城郡松ノ木村               | 川辺村                     | 川辺村                                 | 明治34年11月1日 牧村     | 牧村                   | 昭和29年11月1日 牧村        | 昭和29年11月1日 牧村        | 牧村                                | 牧村                          | 牧村                              | 平成17年1月1日 上越市に編入 | 上越市   |
| 中頸城郡荒井村    | 中頸城郡荒井村   | 中頸城郡荒井村             | 中頸城郡荒井村                 | 川辺村                     | 川辺村                                 | 明治34年11月1日 牧村     | 牧村                   | 昭和29年11月1日 牧村        | 昭和29年11月1日 牧村        | 牧村                                | 牧村                          | 牧村                              | 平成17年1月1日 上越市に編入 | 上越市   |
| 石神村            | 石神村           | 石神村                     | 石神村                         | 末広村                     | 明治30年11月15日 中頸城郡明治村 に編入 | 中頸城郡明治村           | 中頸城郡明治村         | 中頸城郡明治村              | 中頸城郡明治村              | 中頸城郡明治村                      | 昭和32年4月1日 中頸城郡頸城村 | 中頸城郡頸城村                    | 平成17年1月1日 上越市に編入 | 上越市   |
| 石神新田          | 石神新田         | 石神新田                   | 石神新田                       | 末広村                     | 明治30年11月15日 中頸城郡明治村 に編入 | 中頸城郡明治村           | 中頸城郡明治村         | 中頸城郡明治村              | 中頸城郡明治村              | 中頸城郡明治村                      | 昭和32年4月1日 中頸城郡頸城村 | 中頸城郡頸城村                    | 平成17年1月1日 上越市に編入 | 上越市   |
| 石神古川新田      | 石神古川新田     | 石神古川新田               | 石神古川新田                   | 末広村                     | 明治30年11月15日 中頸城郡明治村 に編入 | 中頸城郡明治村           | 中頸城郡明治村         | 中頸城郡明治村              | 中頸城郡明治村              | 中頸城郡明治村                      | 昭和32年4月1日 中頸城郡頸城村 | 中頸城郡頸城村                    | 平成17年1月1日 上越市に編入 | 上越市   |
| 塔ヶ崎村          | 塔ヶ崎村         | 塔ヶ崎村                   | 塔ヶ崎村                       | 末広村                     | 明治30年11月15日 中頸城郡明治村 に編入 | 中頸城郡明治村           | 中頸城郡明治村         | 中頸城郡明治村              | 中頸城郡明治村              | 中頸城郡明治村                      | 昭和32年4月1日 中頸城郡頸城村 | 中頸城郡頸城村                    | 平成17年1月1日 上越市に編入 | 上越市   |
| 大蒲生田村        | 大蒲生田村       | 大蒲生田村                 | 大蒲生田村                     | 中頸城郡 明治村            | 中頸城郡明治村                         | 中頸城郡明治村           | 中頸城郡明治村         | 中頸城郡明治村              | 中頸城郡明治村              | 中頸城郡明治村                      | 昭和32年4月1日 中頸城郡頸城村 | 中頸城郡頸城村                    | 平成17年1月1日 上越市に編入 | 上越市   |
| 大島村            | 大島村           | 大島村                     | 大島村                         | 大島村                     | 大島村                                 | 明治34年11月1日 大島村   | 大島村                 | 昭和30年3月31日 大島村      | 昭和30年3月31日 大島村      | 大島村                              | 大島村                        | 大島村                            | 平成17年1月1日 上越市に編入 | 上越市   |
| 棚岡村            | 棚岡村           | 棚岡村                     | 棚岡村                         | 大島村                     | 大島村                                 | 明治34年11月1日 大島村   | 大島村                 | 昭和30年3月31日 大島村      | 昭和30年3月31日 大島村      | 大島村                              | 大島村                        | 大島村                            | 平成17年1月1日 上越市に編入 | 上越市   |
| 中野村            | 中野村           | 中野村                     | 中野村                         | 大島村                     | 大島村                                 | 明治34年11月1日 大島村   | 大島村                 | 昭和30年3月31日 大島村      | 昭和30年3月31日 大島村      | 大島村                              | 大島村                        | 大島村                            | 平成17年1月1日 上越市に編入 | 上越市   |
| 仁上村            | 仁上村           | 仁上村                     | 仁上村                         | 仁上村                     | 仁上村                                 | 明治34年11月1日 大島村   | 大島村                 | 昭和30年3月31日 大島村      | 昭和30年3月31日 大島村      | 大島村                              | 大島村                        | 大島村                            | 平成17年1月1日 上越市に編入 | 上越市   |
| 菖蒲村            | 菖蒲村           | 菖蒲村                     | 菖蒲村                         | 元保倉村                   | 元保倉村                               | 明治34年11月1日 大島村   | 大島村                 | 昭和30年3月31日 大島村      | 昭和30年3月31日 大島村      | 大島村                              | 大島村                        | 大島村                            | 平成17年1月1日 上越市に編入 | 上越市   |
| 牛ヶ鼻村          | 牛ヶ鼻村         | 牛ヶ鼻村                   | 牛ヶ鼻村                       | 元保倉村                   | 元保倉村                               | 明治34年11月1日 大島村   | 大島村                 | 昭和30年3月31日 大島村      | 昭和30年3月31日 大島村      | 大島村                              | 大島村                        | 大島村                            | 平成17年1月1日 上越市に編入 | 上越市   |
| 大平村            | 大平村           | 大平村                     | 大平村                         | 保倉村                     | 保倉村                                 | 保倉村                   | 保倉村                 | 昭和30年3月31日 大島村      | 昭和30年3月31日 大島村      | 大島村                              | 大島村                        | 大島村                            | 平成17年1月1日 上越市に編入 | 上越市   |
| 上達村            | 上達村           | 上達村                     | 上達村                         | 保倉村                     | 保倉村                                 | 保倉村                   | 保倉村                 | 昭和30年3月31日 大島村      | 昭和30年3月31日 大島村      | 大島村                              | 大島村                        | 大島村                            | 平成17年1月1日 上越市に編入 | 上越市   |
| 下達村            | 下達村           | 下達村                     | 下達村                         | 保倉村                     | 保倉村                                 | 保倉村                   | 保倉村                 | 昭和30年3月31日 大島村      | 昭和30年3月31日 大島村      | 大島村                              | 大島村                        | 大島村                            | 平成17年1月1日 上越市に編入 | 上越市   |
| 岡村              | 岡村             | 岡村                       | 岡村                           | 保倉村                     | 保倉村                                 | 保倉村                   | 保倉村                 | 昭和30年3月31日 大島村      | 昭和30年3月31日 大島村      | 大島村                              | 大島村                        | 大島村                            | 平成17年1月1日 上越市に編入 | 上越市   |
| 田麦村            | 田麦村           | 田麦村                     | 田麦村                         | 旭村                       | 旭村                                   | 明治34年11月1日 旭村     | 旭村                   | 昭和30年3月31日 大島村      | 昭和30年3月31日 大島村      | 大島村                              | 大島村                        | 大島村                            | 平成17年1月1日 上越市に編入 | 上越市   |
| 板山村            | 板山村           | 板山村                     | 板山村                         | 旭村                       | 旭村                                   | 明治34年11月1日 旭村     | 旭村                   | 昭和30年3月31日 大島村      | 昭和30年3月31日 大島村      | 大島村                              | 大島村                        | 大島村                            | 平成17年1月1日 上越市に編入 | 上越市   |
| 刈羽郡嶺村        | 刈羽郡嶺村       | 刈羽郡嶺村                 | 明治12年 所属変更 嶺村         | 嶺村                       | 嶺村                                   | 明治34年11月1日 旭村     | 旭村                   | 昭和30年3月31日 大島村      | 昭和30年3月31日 大島村      | 大島村                              | 大島村                        | 大島村                            | 平成17年1月1日 上越市に編入 | 上越市   |
| 中魚沼郡 仙田村   | （桐山）         | 中魚沼郡仙田村             | 中魚沼郡仙田村                 | 中魚沼郡 仙田村            | 中魚沼郡仙田村                         | 中魚沼郡仙田村           | 中魚沼郡仙田村         | 中魚沼郡仙田村              | 中魚沼郡仙田村              | 中魚沼郡仙田村                      | 昭和31年9月1日 中魚沼郡川西町 | 昭和42年4月1日 松代町に編入       | 平成17年4月1日 十日町市     | 十日町市 |
| 室野村            | 室野村           | 室野村                     | 室野村                         | 奴奈川村                   | 奴奈川村                               | 奴奈川村                 | 奴奈川村               | 奴奈川村                    | 奴奈川村                    | 奴奈川村                            | 昭和34年1月1日 松代町に編入   | 松代町                            | 平成17年4月1日 十日町市     | 十日町市 |
| 福島村            | 福島村           | 福島村                     | 福島村                         | 奴奈川村                   | 奴奈川村                               | 奴奈川村                 | 奴奈川村               | 奴奈川村                    | 奴奈川村                    | 奴奈川村                            | 昭和34年1月1日 松代町に編入   | 松代町                            | 平成17年4月1日 十日町市     | 十日町市 |
| 峠村              | 峠村             | 峠村                       | 峠村                           | 奴奈川村                   | 奴奈川村                               | 奴奈川村                 | 奴奈川村               | 奴奈川村                    | 奴奈川村                    | 奴奈川村                            | 昭和34年1月1日 松代町に編入   | 松代町                            | 平成17年4月1日 十日町市     | 十日町市 |
| 木和田原新田      | 木和田原新田     | 木和田原新田               | 木和田原新田                   | 奴奈川村                   | 奴奈川村                               | 奴奈川村                 | 奴奈川村               | 奴奈川村                    | 奴奈川村                    | 奴奈川村                            | 昭和34年1月1日 松代町に編入   | 松代町                            | 平成17年4月1日 十日町市     | 十日町市 |
| 蒲生村            | 蒲生村           | 蒲生村                     | 蒲生村                         | 北平村                     | 北平村                                 | 明治34年11月1日 山平村   | 昭和29年3月31日 松代村 | 昭和29年10月1日 町制 松代町 | 昭和29年10月1日 町制 松代町 | 松代町                              | 松代町                        | 松代町                            | 平成17年4月1日 十日町市     | 十日町市 |
| 名平村            | 名平村           | 名平村                     | 名平村                         | 北平村                     | 北平村                                 | 明治34年11月1日 山平村   | 昭和29年3月31日 松代村 | 昭和29年10月1日 町制 松代町 | 昭和29年10月1日 町制 松代町 | 松代町                              | 松代町                        | 松代町                            | 平成17年4月1日 十日町市     | 十日町市 |
| 小池村            | ［本村］         | 小池村                     | 小池村                         | 北平村                     | 北平村                                 | 明治34年11月1日 山平村   | 昭和29年3月31日 松代村 | 昭和29年10月1日 町制 松代町 | 昭和29年10月1日 町制 松代町 | 松代町                              | 松代町                        | 松代町                            | 平成17年4月1日 十日町市     | 十日町市 |
| 小池村            | ［枝郷6ヶ村］    | 小池村                     | 小池村                         | 北山村                     | 北山村                                 | 明治34年11月1日 山平村   | 昭和29年3月31日 松代村 | 昭和29年10月1日 町制 松代町 | 昭和29年10月1日 町制 松代町 | 松代町                              | 松代町                        | 松代町                            | 平成17年4月1日 十日町市     | 十日町市 |
| 儀明村            | 儀明村           | 儀明村                     | 儀明村                         | 北山村                     | 明治30年4月16日 北平村に編入           | 明治34年11月1日 山平村   | 昭和29年3月31日 松代村 | 昭和29年10月1日 町制 松代町 | 昭和29年10月1日 町制 松代町 | 松代町                              | 松代町                        | 松代町                            | 平成17年4月1日 十日町市     | 十日町市 |
| 仙納村            | 仙納村           | 仙納村                     | 仙納村                         | 北山村                     | 北山村                                 | 明治34年11月1日 山平村   | 昭和29年3月31日 松代村 | 昭和29年10月1日 町制 松代町 | 昭和29年10月1日 町制 松代町 | 松代町                              | 松代町                        | 松代町                            | 平成17年4月1日 十日町市     | 十日町市 |
| 莇平村            | 莇平村           | 莇平村                     | 莇平村                         | 北山村                     | 北山村                                 | 明治34年11月1日 山平村   | 昭和29年3月31日 松代村 | 昭和29年10月1日 町制 松代町 | 昭和29年10月1日 町制 松代町 | 松代町                              | 松代町                        | 松代町                            | 平成17年4月1日 十日町市     | 十日町市 |
| 田野倉村          | 田野倉村         | 田野倉村                   | 田野倉村                       | 北山村                     | 北山村                                 | 明治34年11月1日 山平村   | 昭和29年3月31日 松代村 | 昭和29年10月1日 町制 松代町 | 昭和29年10月1日 町制 松代町 | 松代町                              | 松代町                        | 松代町                            | 平成17年4月1日 十日町市     | 十日町市 |
| 田代村            | 田代村           | 田代村                     | 田代村                         | 北山村                     | 北山村                                 | 明治34年11月1日 山平村   | 昭和29年3月31日 松代村 | 昭和29年10月1日 町制 松代町 | 昭和29年10月1日 町制 松代町 | 松代町                              | 松代町                        | 昭和60年4月1日 刈羽郡高柳町に編入 | 平成17年5月1日 柏崎市に編入 | 柏崎市   |
| 清水村            | 一部             | 清水村                     | 清水村                         | 峰方村                     | 峰方村                                 | 明治34年11月1日 松代村   | 昭和29年3月31日 松代村 | 昭和29年10月1日 町制 松代町 | 昭和29年10月1日 町制 松代町 | 昭和31年1月1日 刈羽郡高柳町に編入   | 刈羽郡高柳町                  | 刈羽郡高柳町                      | 平成17年5月1日 柏崎市に編入 | 柏崎市   |
| 清水村            | 一部             | 清水村                     | 清水村                         | 峰方村                     | 峰方村                                 | 明治34年11月1日 松代村   | 昭和29年3月31日 松代村 | 昭和29年10月1日 町制 松代町 | 昭和29年10月1日 町制 松代町 | 松代町                              | 松代町                        | 松代町                            | 平成17年4月1日 十日町市     | 十日町市 |
| 会沢村            | 会沢村           | 会沢村                     | 会沢村                         | 峰方村                     | 峰方村                                 | 明治34年11月1日 松代村   | 昭和29年3月31日 松代村 | 昭和29年10月1日 町制 松代町 | 昭和29年10月1日 町制 松代町 | 松代町                              | 松代町                        | 松代町                            | 平成17年4月1日 十日町市     | 十日町市 |
| 桐山村            | 桐山村           | 桐山村                     | 桐山村                         | 峰方村                     | 峰方村                                 | 明治34年11月1日 松代村   | 昭和29年3月31日 松代村 | 昭和29年10月1日 町制 松代町 | 昭和29年10月1日 町制 松代町 | 松代町                              | 松代町                        | 松代町                            | 平成17年4月1日 十日町市     | 十日町市 |
| 蓬平村            | 蓬平村           | 蓬平村                     | 蓬平村                         | 峰方村                     | 峰方村                                 | 明治34年11月1日 松代村   | 昭和29年3月31日 松代村 | 昭和29年10月1日 町制 松代町 | 昭和29年10月1日 町制 松代町 | 松代町                              | 松代町                        | 松代町                            | 平成17年4月1日 十日町市     | 十日町市 |
| 松代村            | 松代村           | 松代村                     | 松代村                         | 松平村                     | 松平村                                 | 明治34年11月1日 松代村   | 昭和29年3月31日 松代村 | 昭和29年10月1日 町制 松代町 | 昭和29年10月1日 町制 松代町 | 松代町                              | 松代町                        | 松代町                            | 平成17年4月1日 十日町市     | 十日町市 |
| 小荒戸村          | 小荒戸村         | 小荒戸村                   | 小荒戸村                       | 松平村                     | 松平村                                 | 明治34年11月1日 松代村   | 昭和29年3月31日 松代村 | 昭和29年10月1日 町制 松代町 | 昭和29年10月1日 町制 松代町 | 松代町                              | 松代町                        | 松代町                            | 平成17年4月1日 十日町市     | 十日町市 |
| 太平村            | 太平村           | 太平村                     | 太平村                         | 松平村                     | 松平村                                 | 明治34年11月1日 松代村   | 昭和29年3月31日 松代村 | 昭和29年10月1日 町制 松代町 | 昭和29年10月1日 町制 松代町 | 松代町                              | 松代町                        | 松代町                            | 平成17年4月1日 十日町市     | 十日町市 |
| 菅刈村            | 菅刈村           | 菅刈村                     | 菅刈村                         | 松平村                     | 松平村                                 | 明治34年11月1日 松代村   | 昭和29年3月31日 松代村 | 昭和29年10月1日 町制 松代町 | 昭和29年10月1日 町制 松代町 | 松代町                              | 松代町                        | 松代町                            | 平成17年4月1日 十日町市     | 十日町市 |
| 田沢村            | 田沢村           | 田沢村                     | 田沢村                         | 松平村                     | 松平村                                 | 明治34年11月1日 松代村   | 昭和29年3月31日 松代村 | 昭和29年10月1日 町制 松代町 | 昭和29年10月1日 町制 松代町 | 松代町                              | 松代町                        | 松代町                            | 平成17年4月1日 十日町市     | 十日町市 |
| 千年村            | 千年村           | 千年村                     | 千年村                         | 松平村                     | 松平村                                 | 明治34年11月1日 松代村   | 昭和29年3月31日 松代村 | 昭和29年10月1日 町制 松代町 | 昭和29年10月1日 町制 松代町 | 松代町                              | 松代町                        | 松代町                            | 平成17年4月1日 十日町市     | 十日町市 |
| 池尻村            | 池尻村           | 池尻村                     | 池尻村                         | 松平村                     | 松平村                                 | 明治34年11月1日 松代村   | 昭和29年3月31日 松代村 | 昭和29年10月1日 町制 松代町 | 昭和29年10月1日 町制 松代町 | 松代町                              | 松代町                        | 松代町                            | 平成17年4月1日 十日町市     | 十日町市 |
| 松山新田          | 松山新田         | 松山新田                   | 松山新田                       | 松平村                     | 松平村                                 | 明治34年11月1日 松代村   | 昭和29年3月31日 松代村 | 昭和29年10月1日 町制 松代町 | 昭和29年10月1日 町制 松代町 | 松代町                              | 松代町                        | 松代町                            | 平成17年4月1日 十日町市     | 十日町市 |
| 小屋丸村          | 小屋丸村         | 小屋丸村                   | 小屋丸村                       | 松平村                     | 松平村                                 | 明治34年11月1日 松代村   | 昭和29年3月31日 松代村 | 昭和29年10月1日 町制 松代町 | 昭和29年10月1日 町制 松代町 | 松代町                              | 松代町                        | 松代町                            | 平成17年4月1日 十日町市     | 十日町市 |
| 片桐山村          | 一部             | 片桐山村                   | 片桐山村                       | 伊沢村                     | 伊沢村                                 | 明治34年11月1日 松代村   | 昭和29年3月31日 松代村 | 昭和29年10月1日 町制 松代町 | 昭和29年10月1日 町制 松代町 | 昭和31年4月1日 中魚沼郡仙田村に編入 | 昭和31年9月1日 中魚沼郡川西町 | 中魚沼郡川西町                    | 平成17年4月1日 十日町市     | 十日町市 |
| 片桐山村          | 一部             | 片桐山村                   | 片桐山村                       | 伊沢村                     | 伊沢村                                 | 明治34年11月1日 松代村   | 昭和29年3月31日 松代村 | 昭和29年10月1日 町制 松代町 | 昭和29年10月1日 町制 松代町 | 松代町                              | 松代町                        | 松代町                            | 平成17年4月1日 十日町市     | 十日町市 |
| 滝沢村            | 一部             | 滝沢村                     | 滝沢村                         | 伊沢村                     | 伊沢村                                 | 明治34年11月1日 松代村   | 昭和29年3月31日 松代村 | 昭和29年10月1日 町制 松代町 | 昭和29年10月1日 町制 松代町 | 松代町                              | 松代町                        | 松代町                            | 平成17年4月1日 十日町市     | 十日町市 |
| 滝沢村            | 一部             | 滝沢村                     | 滝沢村                         | 伊沢村                     | 伊沢村                                 | 明治34年11月1日 松代村   | 昭和29年3月31日 松代村 | 昭和29年10月1日 町制 松代町 | 昭和29年10月1日 町制 松代町 | 昭和31年4月1日 中魚沼郡仙田村に編入 | 昭和31年9月1日 中魚沼郡川西町 | 中魚沼郡川西町                    | 平成17年4月1日 十日町市     | 十日町市 |
| 苧島村            | 一部             | 苧島村                     | 苧島村                         | 伊沢村                     | 伊沢村                                 | 明治34年11月1日 松代村   | 昭和29年3月31日 松代村 | 昭和29年10月1日 町制 松代町 | 昭和29年10月1日 町制 松代町 | 昭和31年4月1日 中魚沼郡仙田村に編入 | 昭和31年9月1日 中魚沼郡川西町 | 中魚沼郡川西町                    | 平成17年4月1日 十日町市     | 十日町市 |
| 苧島村            | 一部             | 苧島村                     | 苧島村                         | 伊沢村                     | 伊沢村                                 | 明治34年11月1日 松代村   | 昭和29年3月31日 松代村 | 昭和29年10月1日 町制 松代町 | 昭和29年10月1日 町制 松代町 | 松代町                              | 松代町                        | 松代町                            | 平成17年4月1日 十日町市     | 十日町市 |
| 犬伏村            | 犬伏村           | 犬伏村                     | 犬伏村                         | 伊沢村                     | 伊沢村                                 | 明治34年11月1日 松代村   | 昭和29年3月31日 松代村 | 昭和29年10月1日 町制 松代町 | 昭和29年10月1日 町制 松代町 | 松代町                              | 松代町                        | 松代町                            | 平成17年4月1日 十日町市     | 十日町市 |
| 孟地村            | 孟地村           | 孟地村                     | 孟地村                         | 伊沢村                     | 伊沢村                                 | 明治34年11月1日 松代村   | 昭和29年3月31日 松代村 | 昭和29年10月1日 町制 松代町 | 昭和29年10月1日 町制 松代町 | 松代町                              | 松代町                        | 松代町                            | 平成17年4月1日 十日町市     | 十日町市 |
| 中子村            | 中子村           | 中子村                     | 中子村                         | 伊沢村                     | 伊沢村                                 | 明治34年11月1日 松代村   | 昭和29年3月31日 松代村 | 昭和29年10月1日 町制 松代町 | 昭和29年10月1日 町制 松代町 | 松代町                              | 松代町                        | 松代町                            | 平成17年4月1日 十日町市     | 十日町市 |
| 海老村            | 海老村           | 海老村                     | 海老村                         | 伊沢村                     | 伊沢村                                 | 明治34年11月1日 松代村   | 昭和29年3月31日 松代村 | 昭和29年10月1日 町制 松代町 | 昭和29年10月1日 町制 松代町 | 松代町                              | 松代町                        | 松代町                            | 平成17年4月1日 十日町市     | 十日町市 |
| 坂下村            | ［字青苧平］     | 坂下村                     | 明治15年 分立 東山村           | 伊沢村                     | 伊沢村                                 | 明治34年11月1日 松代村   | 昭和29年3月31日 松代村 | 昭和29年10月1日 町制 松代町 | 昭和29年10月1日 町制 松代町 | 松代町                              | 松代町                        | 松代町                            | 平成17年4月1日 十日町市     | 十日町市 |
| 坂下村            | ［字原］         | 坂下村                     | 明治15年 分立 東山村           | 布川村                     | 布川村                                 | 明治34年11月1日 松之山村 | 松之山村               | 昭和30年3月31日 松之山村    | 昭和30年3月31日 松之山村    | 昭和33年11月1日 町制 松之山町       | 昭和33年11月1日 町制 松之山町 | 松之山町                          | 平成17年4月1日 十日町市     | 十日町市 |
| 坂下村            | ［その他］       | 坂下村                     | 坂下村                         | 松之山村                   | 松之山村                               | 明治34年11月1日 松之山村 | 松之山村               | 昭和30年3月31日 松之山村    | 昭和30年3月31日 松之山村    | 昭和33年11月1日 町制 松之山町       | 昭和33年11月1日 町制 松之山町 | 松之山町                          | 平成17年4月1日 十日町市     | 十日町市 |
| 浦田口村          | 浦田口村         | 浦田口村                   | 浦田口村                       | 松之山村                   | 松之山村                               | 明治34年11月1日 松之山村 | 松之山村               | 昭和30年3月31日 松之山村    | 昭和30年3月31日 松之山村    | 昭和33年11月1日 町制 松之山町       | 昭和33年11月1日 町制 松之山町 | 松之山町                          | 平成17年4月1日 十日町市     | 十日町市 |
| 湯山村            | 湯山村           | 湯山村                     | 湯山村                         | 松之山村                   | 松之山村                               | 明治34年11月1日 松之山村 | 松之山村               | 昭和30年3月31日 松之山村    | 昭和30年3月31日 松之山村    | 昭和33年11月1日 町制 松之山町       | 昭和33年11月1日 町制 松之山町 | 松之山町                          | 平成17年4月1日 十日町市     | 十日町市 |
| 新山村            | 新山村           | 新山村                     | 新山村                         | 松之山村                   | 松之山村                               | 明治34年11月1日 松之山村 | 松之山村               | 昭和30年3月31日 松之山村    | 昭和30年3月31日 松之山村    | 昭和33年11月1日 町制 松之山町       | 昭和33年11月1日 町制 松之山町 | 松之山町                          | 平成17年4月1日 十日町市     | 十日町市 |
| 光間村            | 光間村           | 光間村                     | 光間村                         | 松之山村                   | 松之山村                               | 明治34年11月1日 松之山村 | 松之山村               | 昭和30年3月31日 松之山村    | 昭和30年3月31日 松之山村    | 昭和33年11月1日 町制 松之山町       | 昭和33年11月1日 町制 松之山町 | 松之山町                          | 平成17年4月1日 十日町市     | 十日町市 |
| 大荒戸村          | 大荒戸村         | 大荒戸村                   | 大荒戸村                       | 松之山村                   | 松之山村                               | 明治34年11月1日 松之山村 | 松之山村               | 昭和30年3月31日 松之山村    | 昭和30年3月31日 松之山村    | 昭和33年11月1日 町制 松之山町       | 昭和33年11月1日 町制 松之山町 | 松之山町                          | 平成17年4月1日 十日町市     | 十日町市 |
| 松口村            | 松口村           | 松口村                     | 松口村                         | 松之山村                   | 松之山村                               | 明治34年11月1日 松之山村 | 松之山村               | 昭和30年3月31日 松之山村    | 昭和30年3月31日 松之山村    | 昭和33年11月1日 町制 松之山町       | 昭和33年11月1日 町制 松之山町 | 松之山町                          | 平成17年4月1日 十日町市     | 十日町市 |
| 沢口村            | 沢口村           | 沢口村                     | 沢口村                         | 松之山村                   | 松之山村                               | 明治34年11月1日 松之山村 | 松之山村               | 昭和30年3月31日 松之山村    | 昭和30年3月31日 松之山村    | 昭和33年11月1日 町制 松之山町       | 昭和33年11月1日 町制 松之山町 | 松之山町                          | 平成17年4月1日 十日町市     | 十日町市 |
| 三桶村            | 三桶村           | 三桶村                     | 三桶村                         | 松之山村                   | 松之山村                               | 明治34年11月1日 松之山村 | 松之山村               | 昭和30年3月31日 松之山村    | 昭和30年3月31日 松之山村    | 昭和33年11月1日 町制 松之山町       | 昭和33年11月1日 町制 松之山町 | 松之山町                          | 平成17年4月1日 十日町市     | 十日町市 |
| 猪野名村          | 猪野名村         | 猪野名村                   | 猪野名村                       | 松之山村                   | 松之山村                               | 明治34年11月1日 松之山村 | 松之山村               | 昭和30年3月31日 松之山村    | 昭和30年3月31日 松之山村    | 昭和33年11月1日 町制 松之山町       | 昭和33年11月1日 町制 松之山町 | 松之山町                          | 平成17年4月1日 十日町市     | 十日町市 |
| 藤内名村          | 藤内名村         | 藤内名村                   | 藤内名村                       | 松之山村                   | 松之山村                               | 明治34年11月1日 松之山村 | 松之山村               | 昭和30年3月31日 松之山村    | 昭和30年3月31日 松之山村    | 昭和33年11月1日 町制 松之山町       | 昭和33年11月1日 町制 松之山町 | 松之山町                          | 平成17年4月1日 十日町市     | 十日町市 |
| 橋詰村            | 橋詰村           | 橋詰村                     | 橋詰村                         | 松之山村                   | 松之山村                               | 明治34年11月1日 松之山村 | 松之山村               | 昭和30年3月31日 松之山村    | 昭和30年3月31日 松之山村    | 昭和33年11月1日 町制 松之山町       | 昭和33年11月1日 町制 松之山町 | 松之山町                          | 平成17年4月1日 十日町市     | 十日町市 |
| 観音寺村          | 観音寺村         | 観音寺村                   | 観音寺村                       | 松之山村                   | 松之山村                               | 明治34年11月1日 松之山村 | 松之山村               | 昭和30年3月31日 松之山村    | 昭和30年3月31日 松之山村    | 昭和33年11月1日 町制 松之山町       | 昭和33年11月1日 町制 松之山町 | 松之山町                          | 平成17年4月1日 十日町市     | 十日町市 |
| 古戸村            | 古戸村           | 古戸村                     | 古戸村                         | 松之山村                   | 松之山村                               | 明治34年11月1日 松之山村 | 松之山村               | 昭和30年3月31日 松之山村    | 昭和30年3月31日 松之山村    | 昭和33年11月1日 町制 松之山町       | 昭和33年11月1日 町制 松之山町 | 松之山町                          | 平成17年4月1日 十日町市     | 十日町市 |
| 小谷村            | 小谷村           | 小谷村                     | 小谷村                         | 松之山村                   | 松之山村                               | 明治34年11月1日 松之山村 | 松之山村               | 昭和30年3月31日 松之山村    | 昭和30年3月31日 松之山村    | 昭和33年11月1日 町制 松之山町       | 昭和33年11月1日 町制 松之山町 | 松之山町                          | 平成17年4月1日 十日町市     | 十日町市 |
| 水梨村            | 水梨村           | 水梨村                     | 水梨村                         | 松之山村                   | 松之山村                               | 明治34年11月1日 松之山村 | 松之山村               | 昭和30年3月31日 松之山村    | 昭和30年3月31日 松之山村    | 昭和33年11月1日 町制 松之山町       | 昭和33年11月1日 町制 松之山町 | 松之山町                          | 平成17年4月1日 十日町市     | 十日町市 |
| 湯本村            | 湯本村           | 湯本村                     | 湯本村                         | 松里村                     | 松里村                                 | 明治34年11月1日 松之山村 | 松之山村               | 昭和30年3月31日 松之山村    | 昭和30年3月31日 松之山村    | 昭和33年11月1日 町制 松之山町       | 昭和33年11月1日 町制 松之山町 | 松之山町                          | 平成17年4月1日 十日町市     | 十日町市 |
| 天水島村          | 天水島村         | 天水島村                   | 天水島村                       | 松里村                     | 松里村                                 | 明治34年11月1日 松之山村 | 松之山村               | 昭和30年3月31日 松之山村    | 昭和30年3月31日 松之山村    | 昭和33年11月1日 町制 松之山町       | 昭和33年11月1日 町制 松之山町 | 松之山町                          | 平成17年4月1日 十日町市     | 十日町市 |
| 天水越村          | 天水越村         | 天水越村                   | 天水越村                       | 松里村                     | 松里村                                 | 明治34年11月1日 松之山村 | 松之山村               | 昭和30年3月31日 松之山村    | 昭和30年3月31日 松之山村    | 昭和33年11月1日 町制 松之山町       | 昭和33年11月1日 町制 松之山町 | 松之山町                          | 平成17年4月1日 十日町市     | 十日町市 |
| 東川村            | 東川村           | 東川村                     | 東川村                         | 布川村                     | 布川村                                 | 明治34年11月1日 松之山村 | 松之山村               | 昭和30年3月31日 松之山村    | 昭和30年3月31日 松之山村    | 昭和33年11月1日 町制 松之山町       | 昭和33年11月1日 町制 松之山町 | 松之山町                          | 平成17年4月1日 十日町市     | 十日町市 |
| 藤倉村            | 藤倉村           | 藤倉村                     | 藤倉村                         | 布川村                     | 布川村                                 | 明治34年11月1日 松之山村 | 松之山村               | 昭和30年3月31日 松之山村    | 昭和30年3月31日 松之山村    | 昭和33年11月1日 町制 松之山町       | 昭和33年11月1日 町制 松之山町 | 松之山町                          | 平成17年4月1日 十日町市     | 十日町市 |
| 中尾村            | 中尾村           | 中尾村                     | 中尾村                         | 布川村                     | 布川村                                 | 明治34年11月1日 松之山村 | 松之山村               | 昭和30年3月31日 松之山村    | 昭和30年3月31日 松之山村    | 昭和33年11月1日 町制 松之山町       | 昭和33年11月1日 町制 松之山町 | 松之山町                          | 平成17年4月1日 十日町市     | 十日町市 |
| 上鰕池村          | 上鰕池村         | 上鰕池村                   | 上鰕池村                       | 布川村                     | 布川村                                 | 明治34年11月1日 松之山村 | 松之山村               | 昭和30年3月31日 松之山村    | 昭和30年3月31日 松之山村    | 昭和33年11月1日 町制 松之山町       | 昭和33年11月1日 町制 松之山町 | 松之山町                          | 平成17年4月1日 十日町市     | 十日町市 |
| 下鰕池村          | 下鰕池村         | 下鰕池村                   | 下鰕池村                       | 布川村                     | 布川村                                 | 明治34年11月1日 松之山村 | 松之山村               | 昭和30年3月31日 松之山村    | 昭和30年3月31日 松之山村    | 昭和33年11月1日 町制 松之山町       | 昭和33年11月1日 町制 松之山町 | 松之山町                          | 平成17年4月1日 十日町市     | 十日町市 |
| 坪野村            | 坪野村           | 坪野村                     | 坪野村                         | 布川村                     | 布川村                                 | 明治34年11月1日 松之山村 | 松之山村               | 昭和30年3月31日 松之山村    | 昭和30年3月31日 松之山村    | 昭和33年11月1日 町制 松之山町       | 昭和33年11月1日 町制 松之山町 | 松之山町                          | 平成17年4月1日 十日町市     | 十日町市 |
| 五十子平村        | 五十子平村       | 五十子平村                 | 五十子平村                     | 布川村                     | 布川村                                 | 明治34年11月1日 松之山村 | 松之山村               | 昭和30年3月31日 松之山村    | 昭和30年3月31日 松之山村    | 昭和33年11月1日 町制 松之山町       | 昭和33年11月1日 町制 松之山町 | 松之山町                          | 平成17年4月1日 十日町市     | 十日町市 |
| 赤倉村            | 赤倉村           | 赤倉村                     | 赤倉村                         | 布川村                     | 布川村                                 | 明治34年11月1日 松之山村 | 松之山村               | 昭和30年3月31日 松之山村    | 昭和30年3月31日 松之山村    | 昭和33年11月1日 町制 松之山町       | 昭和33年11月1日 町制 松之山町 | 松之山町                          | 平成17年4月1日 十日町市     | 十日町市 |
| 東浦田村          | 東浦田村         | 明治6年 浦田村             | 明治6年 浦田村                 | 浦田村                     | 浦田村                                 | 浦田村                   | 浦田村                 | 昭和30年3月31日 松之山村    | 昭和30年3月31日 松之山村    | 昭和33年11月1日 町制 松之山町       | 昭和33年11月1日 町制 松之山町 | 松之山町                          | 平成17年4月1日 十日町市     | 十日町市 |
| 西浦田村          |                  | 明治6年 浦田村             | 明治6年 浦田村                 | 浦田村                     | 浦田村                                 | 浦田村                   | 浦田村                 | 昭和30年3月31日 松之山村    | 昭和30年3月31日 松之山村    | 昭和33年11月1日 町制 松之山町       | 昭和33年11月1日 町制 松之山町 | 松之山町                          | 平成17年4月1日 十日町市     | 十日町市 |
| 南浦田新田        |                  | 明治6年 浦田村             | 明治6年 浦田村                 | 浦田村                     | 浦田村                                 | 浦田村                   | 浦田村                 | 昭和30年3月31日 松之山村    | 昭和30年3月31日 松之山村    | 昭和33年11月1日 町制 松之山町       | 昭和33年11月1日 町制 松之山町 | 松之山町                          | 平成17年4月1日 十日町市     | 十日町市 |
| 北浦田村          |                  | 明治6年 浦田村             | 明治6年 浦田村                 | 浦田村                     | 浦田村                                 | 浦田村                   | 浦田村                 | 昭和30年3月31日 松之山村    | 昭和30年3月31日 松之山村    | 昭和33年11月1日 町制 松之山町       | 昭和33年11月1日 町制 松之山町 | 松之山町                          | 平成17年4月1日 十日町市     | 十日町市 |
| 中立山新田        |                  | 明治6年 浦田村             | 明治6年 浦田村                 | 浦田村                     | 浦田村                                 | 浦田村                   | 浦田村                 | 昭和30年3月31日 松之山村    | 昭和30年3月31日 松之山村    | 昭和33年11月1日 町制 松之山町       | 昭和33年11月1日 町制 松之山町 | 松之山町                          | 平成17年4月1日 十日町市     | 十日町市 |
| 藤原新田          |                  | 明治6年 浦田村             | 明治6年 浦田村                 | 浦田村                     | 浦田村                                 | 浦田村                   | 浦田村                 | 昭和30年3月31日 松之山村    | 昭和30年3月31日 松之山村    | 昭和33年11月1日 町制 松之山町       | 昭和33年11月1日 町制 松之山町 | 松之山町                          | 平成17年4月1日 十日町市     | 十日町市 |
| 本山新田          |                  | 明治6年 浦田村             | 明治6年 浦田村                 | 浦田村                     | 浦田村                                 | 浦田村                   | 浦田村                 | 昭和30年3月31日 松之山村    | 昭和30年3月31日 松之山村    | 昭和33年11月1日 町制 松之山町       | 昭和33年11月1日 町制 松之山町 | 松之山町                          | 平成17年4月1日 十日町市     | 十日町市 |
| 黒倉村            | 黒倉村           | 黒倉村                     | 黒倉村                         | 浦田村                     | 浦田村                                 | 浦田村                   | 浦田村                 | 昭和30年3月31日 松之山村    | 昭和30年3月31日 松之山村    | 昭和33年11月1日 町制 松之山町       | 昭和33年11月1日 町制 松之山町 | 松之山町                          | 平成17年4月1日 十日町市     | 十日町市 |

## 行政
歴代郡長
| 代 | 氏名 | 就任年月日               | 退任年月日                | 備考                   |
| -- | ---- | ------------------------ | ------------------------- | ---------------------- |
| 1  |      | 明治12年（1879年）4月9日 |                           |                        |
|    |      |                          | 大正15年（1926年）6月30日 | 郡役所廃止により、廃官 |